# Renzo Antoniazzi
Renzo Antoniazzi (Gerre de' Caprioli, 23 maggio 1930 – Cremona, 16 ottobre 2005) è stato un politico e sindacalista italiano.

## Biografia
Impegnato sindacalmente nella CGIL, dal 1959 ne è membro della segreteria provinciale di Cremona, poi dal 1970 è segretario generale della Camera del Lavoro cremonese, restando in carica sino a fine 1978.
Esponente del Partito Comunista Italiano, viene eletto alla Camera nel 1979, confermando il seggio anche alle elezioni del 1983 e a quelle del 1987. Allo scioglimento del PCI, aderisce al PDS. Conclude il proprio mandato parlamentare nel 1992.
Muore nell'autunno 2005 all'età di 75 anni.